# Анайя, Ромео
Роме́о Ана́йя (исп. Romeo Anaya; 5 апреля 1946, Чьяпа-де-Корсо — 24 декабря 2015, Тустла-Гутьеррес) — мексиканский боксёр легчайших весовых категорий, выступал на профессиональном уровне в период 1967—1980 годов. Владел титулом чемпиона мира по версии ВБА (1973), был претендентом на титул чемпиона мира по версии ВБС, многократный чемпион Мексики.

## Биография
Ромео Анайя родился 5 апреля 1946 года в городе Чьяпа-де-Корсо, штат Чьяпас.
На профессиональном ринге дебютировал в июле 1967 года, своего первого соперника отправил в нокаут в шестом раунде. В течение первых трёх лет боксёрской карьеры не знал поражений, взял верх над двадцатью оппонентами, причём почти все поединки заканчивал досрочно. Первое поражение потерпел в июне 1970 года, противостояние с соотечественником Октавио Гомесом закончилось для него техническим нокаутом. Вскоре последовали ещё два проигрыша, хотя большинство своих матчей в этот период Анайя всё же выигрывал, а в октябре 1971 года завоевал титул чемпиона Мексики в легчайшем весе, нокаутировав уже в третьем раунде Альфредо Менесеса.
Благодаря череде успешных выступлений в 1973 году Анайя получил шанс оспорить титул чемпиона мира по версии Всемирной боксёрской ассоциации, который на тот момент принадлежал панамцу Энрике Пиндеру. В итоге Пиндер продержался на ринге только два полных раунда, а на второй минуте третьего был нокаутирован. Заполучив чемпионский пояс, Анайя сумел дважды защитить его в поединках с Рохелио Ларой и в матче-реванше с Пиндером, а также провёл два успешных рейтинговых боя, в том числе взял верх над представителем Южной Кореи Чан Гю Чхолем, бронзовым призёром Олимпийских игр, двукратным чемпионом Азии.
Наиболее известен бой Анайи в рамках третьей защиты чемпионского титула, когда в том же 1973 году он встретился с сильным южноафриканским боксёром Арнольдом Тейлором — этот 14-раундовый поединок по праву считается классикой мирового бокса, один из южноафриканских журналистов назвал его «самым кровавым поединком за всю историю южноафриканского бокса». Уже в самом начале Тейлор получил серьёзное рассечение, в пятом раунде побывал в нокдауне один раз, в восьмом раунде трижды оказывался на полу (именно после этого поединка в регламенте ВБА появилось «правило трёх нокдаунов», когда боксёр автоматически признаётся проигравшим, если в одном раунде трижды побывал на настиле ринга). Несмотря на нокдауны, Тейлору тоже удалось посечь Анайю, а в четырнадцатом раунде он удачно попал правым прямым в подбородок и нокаутировал чемпиона. Анайя смог подняться на ноги только спустя две минуты и таким образом лишился своего чемпионского титула.
Уже в следующем поединке, состоявшемся в мае 1974 года, Анайя оспорил титул чемпиона мира в легчайшем весе по версии Всемирного боксёрского совета. Тем не менее, действующий чемпион Рафаэль Эррера оказался сильнее и защитил пояс, выиграв техническим нокаутом в шестом раунде.
Впоследствии Ромео Анайя продолжал выходить на ринг ещё в течение шести лет, преимущественно во втором легчайшем весе, хотя его спортивные результаты с этого момента резко ухудшились, большинство поединков в поздние годы он проиграл. В частности, проиграл матч-реванш с Тейлором, проиграл бой за титул чемпиона Североамериканской боксёрской федерации. Последний раз дрался на профессиональном уровне в феврале 1980 года, потерпев очередное поражение нокаутом. Всего за тринадцатилетнюю боксёрскую карьеру провёл 66 боёв, из них 46 выиграл (в том числе 38 досрочно), 19 проиграл (14 досрочно), в одном случае была зафиксирована ничья.
Умер 24 декабря 2015 года в городе Тустла-Гутьеррес, штат Чьяпас.